# 9083 Ramboehm
9083 Ramboehm è un asteroide della fascia principale. Scoperto nel 1994, presenta un'orbita caratterizzata da un semiasse maggiore pari a 2,5723072 UA e da un'eccentricità di 0,1594293, inclinata di 14,15212° rispetto all'eclittica.